# Martyna Wojciechowska
Martyna Wojciechowska (28 de septiembre de 1974, Varsovia) es una periodista y escritora polaca, editora de la edición polaca de National Geographic. Además de ser conocida como periodista y presentadora de televisión, es una dedicada deportista y en enero de 2010 ascendió las «Siete Cumbres».

## Biografía
Wojciechowska nació en 1974 en Varsovia, capital de la República Popular de Polonia a Joanna (nacida en 1950) y de Stanisław (nacido en 1934) Wojciechowski.
Desde niña le fascinaban los viajes. A los 4 años emprendió una expedición, sin avisar a sus padres, a una gasolinera situada al lado de la ruta de salida desde Varsovia a Sochaczew.
A los 7 años se apuntó a clases de gimnasia artística y a los 18, comenzó a trabajar en una agencia de moda, ‘Legenda’. Fue, durante poco tiempo, gerente de Universal, la empresa que en aquel momento inició la venta de motocicletas Hyundai.
Se formó como economista, estudió gestión y comercialización, especializándose en la gestión de recursos humanos.
En el 2005, defendió su tesis con honores en cursos de posgrado de MBA de la Polish Open University.

## Carrera profesional
Wojciechowska trabaja para TVN Polonia, en la que presenta programas educativos y documentales sobre viajes y turismo. También ha conducido programas de televisión de éxito en su país, como la edición polaca de Gran Hermano Mission Martyna y Studio Golden Terraces con Max Cegielski.
Por primera Wojciechowska apareció en la televisión como modelo en la cadena TVN Polonia. En TVN Turbo, tuvo su propio programa Automaniak cuyo guion escribió con la máquina de escribir de su padre.
En años posteriores dirigió campañas publicitarias de: Actimel (2007), Timotei (2010), Sony (2009-2010), Orange Travel (2012), Coffee Heaven y WWF Polska (2012), entre otras.
En enero del 2017 consiguió el puesto de directora de Travel Channel, una cadena de la emisora TVN dedicada a los viajes. Colabora con las revistas: World Motorcycles, Auto Moto, Playboy, y Voyage, entre otras. Además es redactora jefe de la revista bilingüe (en polaco e inglés) Kaleidoscope publicada por las aerolíneas polacas LOT.

### National Geographic y National Geographic Traveler
Tras llegar a la cima del Monte Everest, recibió una propuesta de National Geographic y National Geographic Traveler de asumir el puesto de editora jefe de la edición polaca de esta revista. Asume el puesto en febrero del 2007. Con el apoyo de la revista, publica varios libros: Dzieciaki świata (Niños del mundo), Zwierzaki świata (Animales del mundo), Kobieta na krańcu świata (Mujer al borde del mundo) y Przesunąć horyzont (Mover el horizonte).

### Ludzie duchy (Gente fantasma)
En el 2015, uno de los capítulos del programa Mujer al borde del mundo, fue convertido en un documental cuyos directores eran Wojciechowska y Marek Kłosowicz. Gente fantasma cuenta la historia de los niños albinos en Tanzania, que se consideran objetos de caza, ya que sus partes de cuerpo se utilizan como amuletos. La protagonista, Kabula Nkalango Mensaje, una niña de 17 años, llega a un centro de albinos tras ser atacada. Los perpetradores, cuya identidad no se descubrió, le cortaron un brazo de forma muy brutal, aún en vida. La fundación ”Między niebem a ziemią” (Entre cielo y tierra), creada por Wojciechowska especialmente para este fin, recaudó 100 000 PLN para que la niña pudiera hacer posibles sus sueños de ser abogada.
Kabula y su hermana aparecieron en la portada de National Geographic.
El documental recibió el premio en la categoría de Global Awareness durante el WorldMediaFestival en el 2016 en Hamburgo. En el 2017 fue galardonado con el premio Ninfa de Oro durante el Festival internacional de Televisión de Montecarlo, en la categoría: “Información: un documental sobre temas corrientes”.  Al recibir el premio, Wojciechowska pronunció el siguiente discurso:
“Cuesta creerlo, pero allí (en Tanzania y África del Este) en el siglo XXI, el hombre caza al hombre. Los albinos viven cada día con el miedo a morir. Son víctimas de ataques brutales, se les cortan los brazos y las piernas para venderlas en el mercado negro por grandes cantidades de dinero. Son asesinados solamente porque algunos creen que los elixires y los amuletos fabricados de las partes de su cuerpo traen la prosperidad y la felicidad. Desde que escuché sobre este problema y lo vi por mí misma, decidí que tenía que desenmascararlo, y es lo que estoy haciendo. Hoy es uno de esos días cuándo siento que mi trabajo realmente tiene sentido y que dando pequeños pasos podemos influir en el destino de la gente.”

## Logros deportivos

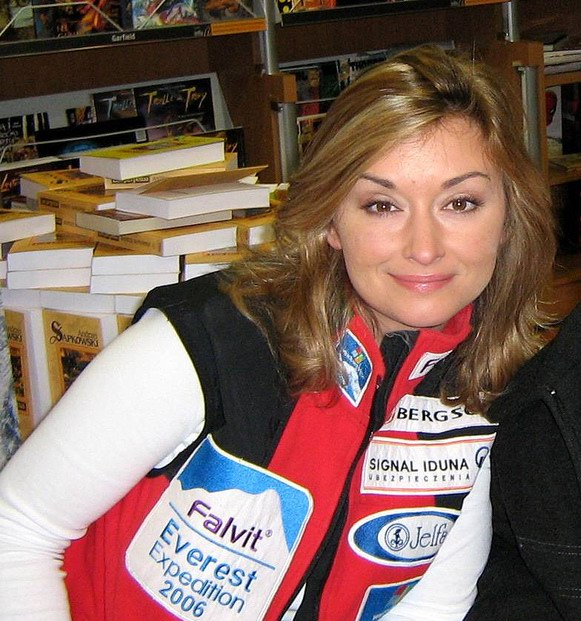
Wojciechowska en 2007 en un acto sobre montañismo.

Es una piloto de rally. Al cumplir 17 años obtuvo la Licencia Internacional de Deportes y de Carreteras para los vehículos de dos y cuatro ruedas. Organizó el Equipo de Carretera Fuerte Rally, y era su portavoz. Además colaboró con el Team EFL Corsa Rally. Su pasión por el automobilismo va acompañada por una afición al submarinismo (es buceadora técnica con licencia de Normoxic Trimix Diver IANDT y licencia de Divemaster PADI). Tiene también gran interés por los viajes y los deportes extremos, como el alpinismo.

### Rally Sahara – Dakar 2002
En el 2002, colaborando con Jaroslaw Kazberuk, participó en el rally París-Dakar ocupando el penúltimo puesto (44.º) en la clasificación general. Fue la primera mujer polaca y de Europa Central y Oriental en acabar el Rally. Su coche Toyota Land Cruiser, destinado a la venta, fue robado durante su transporte marítimo.

### Rally TransSyberia 2003
En el 2003 participó en el Rally TransSyberia, colaborando con Andrzej Derengowski. El itinerario de casi 14 mil kilómetros terminaba en Magadán (Rusia). Wojciechowska y Derengowski llegaron a la meta el 30 de septiembre de 2003, como el único equipo polaco, obteniendo el 2.º lugar en la clasificación general.

### Siete Cumbres
En agosto de 2002, Wojciechowska decidió completar las Siete Cumbres, es decir, subir las siete cumbres más altas de cada continente, empezando por el Mont Blanc. En 2010 subió la cumbre del Puncak Jaya en Indonesia, convirtiéndose en la tercera mujer polaca en conquistar las siete cumbres y la segunda conseguirlo en la variante de Reinhold Messner. Su expedición fue grabada en un documental de 55 minutos titulado Korona Ziemi (Las Siete Cumbres) e inmortalizada en dos libros Mover el Horizonte y La Misión Everest.
Montañas escaladas
- Mont Blanc (28 de agosto de 2002: 4808,7 m)
- Monte Kilimanjaro (26 de febrero de 2003: 5895 m)
- Aconcagua (11 de febrero de 2006: 6960,8 m)
- Imja Tse (11 de abril de 2006: 6189 m)
- Monte Everest (18 de mayo de 2006: 8848 m)
- Denali (11 de junio de 2007: 6190 m)
- Elbrus (29 de agosto de 2007: 5621 m)
- Macizo Vinson (2 de enero de 2009: 4892 m)
- Puncak Jaya (22 de enero de 2010: 4884 m)

En el 2004, durante la grabación de la serie Misja Martyna na Islandii (La Misión Martyna en Islandia), sufrió una fractura de la columna vertebral tras un grave accidente de coche, en el cual murió su amigo y operador de cámara Rafał Łukasiewicz. Acudió a su funeral en una silla de ruedas y pasó los siguientes meses en el centro de convalecencia de Ciechocinek.
Durante su estancia en el centro, su amiga le animó a ver el telediario Fakty en el cual proclamaban la victoria de Piotr Morawski y Simone Moro de llegar a la cima de Shishapagma (8013 metros). La hazaña de los himalayistas le motivó a una rápida rehabilitación y a afrontar el desafío de llegar al Monte Everest. Lo logró el 18 de mayo de 2006 y describió su experiencia en el libro Przesunąć Horyzont (Mover el Horizonte).
En el 2007, cuando estaba embarazada de tres meses, subió el monte Elbrus. Cuándo su hija ya tenía 8 meses de nacida, viajó a Antártida con el fin de llegar a la cima del macizo Vinson. A los 4000 metros de altitud su equipo se enfrentó con una tormenta de nieve que completamente destruyó la tienda de campaña de Wojciechowska. Su equipo quedó atrapado en sus tiendas durante mucho tiempo a una temperatura de 30 grados bajo cero, privados de alimentos. Tras estos acontecimientos, Wojciechowska fue criticada en la prensa por ser “una madre irresponsable”.

## Actividad caritativa
Es embajadora honoraria de WWF Polska. Aceptó la solicitud de prestar su apoyo a la campaña de protección del parque natural más antiguo de África, el parque nacional Virunga, que corría el riesgo de contaminación en consecuencia de la adjudicación de licencias petrolíferas a las empresas Total y Soco. La campaña fue un éxito. Respalda la protección del lince en Polonia y participa en la campaña bajo el lema de “Nie mów do mnie misiu” (“No me llames osito”), cuyo fin es difundir información sobre los osos en Polonia.

### La Acción Humanitaria Polaca
En el 2013, se afilió a la Acción Humanitaria Polaca (PAH), ayudando a los refugiados de Siria. Al ingresar a la PAH SOS, comentó:
Soy consciente de la importancia del factor tiempo en cualquier tipo de ayuda humanitaria. Los primeros días después de una catástrofe son decisivos, cuando la ayuda más hace falta. Como miembro del club PAH SOS, siento que nuestra ayuda llega muy rápido a los lugares donde es más necesitada.

### Żywiec Zdrój „Por lado de la naturaleza”
En 2016, se hizo embajadora de la campaña "Por lado de la naturaleza", lanzada por la marca del agua mineral Żywiec Zdrój. Plantó un árbol en Węgierska Górka en la zona montañosa de los Beskids Żywiec.

### Cabo de esperanza
Participó en la construcción de una clínica hematológica para niños en Breslavia, llamada Przylądek Nadziei (el Cabo de Esperanza). En el 2009 recibió el título de la Mujer del Año de la revista Twój Styl y visitó por primera vez la clínica a cuya construcción contribuyó con una donación de 50 000 PLN y cuyas coordenadas geográficas lleva tatuadas en el hombro. Apoya la clínica sistemáticamente recaudando dinero.
En apoyo a la fundación, puso en subasta su estatuilla de Ganesha, el dios hindú de la felicidad y la prosperidad. El precio de la venta inicial fue de 5.000. PLN, finalmente se vendió por 230.000 PLN.

## Vida privada
Wojciechowska estuvo comprometida cinco veces, dos veces canceló su matrimonio en el último momento. Tuvo una relación amorosa con el empresario Leszek Czarnecki y con el buceador Jerzy Błaszczyk, con quien tiene una hija María (nacida el 17 de abril de 2008). El 27 de febrero de 2016 Błaszczyk murió de cáncer.
En el 2015 Wojciechowska colapsó y perdió el conocimiento. Fue transportada al hospital de infecciones de Varsovia, y luego trasladada al Departamento de Enfermedades Tropicales en Poznań. También tuvo consultas relativas a los resultados de sus pruebas médicos en el extranjero.
En septiembre de 2016 Wojciechowska reveló que debido a un antiguo accidente de motocicleta tendría que someterse a una cirugía de clavícula. Poco después de la operación, apareció en el plano de la octava serie del programa la Mujer en el Fin del Mundo, que conllevó más complicaciones y otra cirugía.
El 29 de abril de 2017 durante la grabación de uno de los episodios del programa Kobieta na krańcu świata en el noroeste de Pakistán (cerca de la frontera con Afganistán), la viajera y el equipo fueron detenidos por el ejército local junto con Inter-Services Intelligence que le confiscaron todo el equipo junto con tarjetas de memoria y el material grabado. Fue detenida por la policía, primero en las montañas y luego en Chitral. Después de casi una hora, fueron trasladados en autobús a Islamabad, donde recibieron el apoyo del consulado polaco en salir del país con seguridad. La tripulación logró recuperar todo el material grabado.

## Filmografía
Actriz
- 2002: Jak to się robi z dziewczynami (Periodista) (Cómo hacerlo con las chicas)
- 2007: Everest-przesunąć horyzont (Ella misma) (Everest – Mover el horizonte)
- 2011: Korona Ziemi (Ella misma) (La Coronilla de la Tierra)

Como actriz invitada
- 2005: Anioł Stróż (profesora) (Ángel de la Guarda)

Dubbing polaco
- 2000: Rally Championship
- 2004: Colin McRae Rally 04 (pilota de rally)
- 2006: Auto (presentadora de noticias, Turbicka)
- 2010: Gran Turismo 5 (Voz del tutorial)

## Premios
- 2007: Nagroda Biznesu Sportowego en la categoría de Sportowy VIP
- 2009: Róże Gali Plebiscyt por la revista Gala
- 2010: Mujer del año 2009 por la revista Twój Styl
- 2010: MediaTory – Studenckie Nagrody Dziennikarskie (Los Premios de Periodismo de Estudiantes) en la categoría de AkumulaTOR
- 2010: Złota Stopa en la categoría de Góry (Montañas) en Poznański Festiwal Podróży i Fotografii (Festival de Viajes y Fotografía en la ciudad de Poznań)
- 2011: Nagroda Bursztynowego Motyla im. Arkadego Fiedlera za książkę „Kobieta na krańcu świata 2"
- 2011: Osobowość Roku (Personaje del año)  en la categoría de Medios
- 2011: Złota Kropa Onetu en la categoría de Największa kobieca osobowość popkultury
- 2013: Bestseller Empiku (Best seller de la tienda Empik) en la categoría de Koncept multibranżowy (Multibrand Concept) por la serie „Zwierzaki świata” (Animales del Mundo)
- 2014: National Geographic Internetional Media Conference 2014 en la categoría de Najlepszy Projekt Książkowy (Mejor Diseño de Libro) por la serie “Dzieciaki świata” (Niños del Mundo) y “Zwierzaki świata” (Animales del Mundo)
- 2015: Wiktory 2014 en la categoría Wyjątkowa Osobowość Roku] (Persona Excepcional del Año)
- 2015: Róże Gali w kategorii Online
- 2015: Golden Nymph en la categoría de Film Dokumentalny (Documental) por „Ludzie Duchy” (Gente Fantasma) en el Festival de Televisión de Monte Carlo[49]
- 2015: Nagroda ReformaTOR en el plebiscito MediaTory por el documental „Ludzie Duchy” (Gente Fantasma)
- 2015: Gwiazda Dobroczynności (Estrella de la Caridad) en la categoría de Ekologia (Ecología)
- 2016: Globo de Oro  en la categoría de Global Awareness en el WorldMediaFestival
- 2016: Telekamera en la categoría de Osobowość telewizyjna (Ocupaciones de la televisión)
- 2016: Rompehielos en la categoría Lodołamacz Specjalny (Rompehielos Especial)
- 2016: HumanDOC para el documental  „Ludzie Duchy” (Gente fantasma)
- 2017: Telekamera en la categoría de Osobowość telewizyjna (Ocupaciones de la televisión)
- 2017: Globo de Oro por el documental „Ciało i Krew” (El Cuerpo y la Sangre) en WorldMediaFestival
- 2018: Telekamera en la categoría de Osobowość telewizyjna (Ocupaciones de la televisión)
- 2019: Złota Telekamera (Telekamera de Oro) en la categoría Osobowość telewizyjna (Ocupaciones de la televisión)